# Christina Mai
Christina Mai (Christina Angela „Tina“ Mai; * 3. September 1961 in Dortmund) ist eine ehemalige deutsche Langstreckenläuferin.
1983 wurde sie Fünfte bei den Deutschen Marathonmeisterschaften. Jeweils Deutsche Vizemeisterin wurde sie 1984 über 10.000 Meter und 1985 über 3000 Meter. 1986 kam sie bei den Crosslauf-Weltmeisterschaften in Colombier auf den 47. Platz und wurde Dritte beim Paderborner Osterlauf über 25 Kilometer. Im Jahr darauf wurde sie bei den Leichtathletik-Halleneuropameisterschaften 1987 in Liévin Fünfte über 3000 Meter, belegte bei den Crosslauf-Weltmeisterschaften in Warschau den 58. Platz und wurde Deutsche Meisterin im 25-km-Straßenlauf.
1989 siegte sie beim Paderborner Osterlauf auf der 10-km-Strecke. 1991 wurde sie Deutsche Meisterin im Crosslauf auf der Langstrecke. Bei den Hallenweltmeisterschaften in Sevilla wurde sie über 3000 Meter disqualifiziert, und 1992 wurde sie über 3000 Meter Deutsche Hallenvizemeisterin und Sechste bei den Halleneuropameisterschaften in Genua.
1993 siegte sie bei den Deutschen Hallenmeisterschaften über 3000 Meter und wurde über dieselbe Distanz Vierte bei den Hallenweltmeisterschaften in Toronto und im Freien Zweite bei den Deutschen Meisterschaften. Im Jahr darauf verteidigte sie ihren Hallentitel über 3000 Meter, wurde Deutsche Crosslaufmeisterin auf der Kurzstrecke und Vierte bei den Halleneuropameisterschaften in Paris.
1995 siegte sie beim Kasseler Citylauf, 1996 wurde sie Zwölfte beim Berlin-Marathon, 1997 wurde sie Dritte beim Hannover-Marathon und gewann den Hamburg-Halbmarathon. Bei den Halbmarathon-Weltmeisterschaften in Košice erreichte sie nicht das Ziel, beim Frankfurt-Marathon wurde sie Sechste.
Zum Abschluss ihrer leistungssportlichen Karriere gewann sie 1998 den Regensburg-Marathon und wurde beim Frankfurt-Marathon als Gesamtsechste Vierte in der Wertung der Deutschen Meisterschaften.
Christina Mai startete bis 1988 für den LAV coop Dortmund, von 1989 bis 1997 für die LG Olympia Dortmund und ab 1998 für den ASV Iserlohn.

## Persönliche Bestzeiten
- 1500 m: 4:19,98 min, 9. Juni 1993, Arnsberg-Hüsten
- 3000 m: 8:54,16 min, 16. August 1991, Menden (Sauerland)
  - Halle: 8:56,98 min, 22. Februar 1987, Liévin
- 5000 m: 15:47,73 min, 7. Mai 1993, Köln
- 10.000 m: 32:55,18 min, 5. Juni 1991, Potsdam
- Halbmarathon: 1:13:59 h, 10. November 1996, Verl
- 25-km-Straßenlauf: 1:28:31 h, 29. März 1986, Paderborn
- Marathon: 2:36:20 h, 26. Oktober 1997, Frankfurt am Main